# Château de Siebeneichen
Le château de Siebeneichen (Schloß Siebeneichen) est un château allemand du XVIe siècle situé à Siebeneichen qui fait partie de la municipalité de Meissen depuis 1978. Il est au bord de l'Elbe.

## Histoire
L'endroit est mentionné dans les textes à partir de 1220 et une famille seigneuriale, sans doute d'origine sorabe, du même nom remonte au XIIe siècle. Le château fort est transformé en château Renaissance en 1554 par son propriétaire, Ernst von Miltitz, avec quatre ailes et des tours pour les escaliers. Les bâtiments, aux solides murailles, sont en grès. Le château est baroquisé en 1748 par Heinrich Gottlob von Miltitz. Le parc, aménagé dès le XVIe siècle, est l'un des plus anciens de Saxe. Il est dessiné en parc à l'anglaise à la fin du XVIIIe siècle. Novalis, Fichte, Heinrich von Kleist, Theodor Körner ont été les hôtes du château.
Les derniers propriétaires privés sont le baron Alfred von Miltitz (maître de cérémonies à la cour de Dresde) à partir de 1880 et son fils Carl à partir de 1912, qui est exproprié en 1945. Le château appartient donc au Land de Saxe depuis 1946. C'est le siège de l'académie saxonne de formation des professeurs depuis 1997.

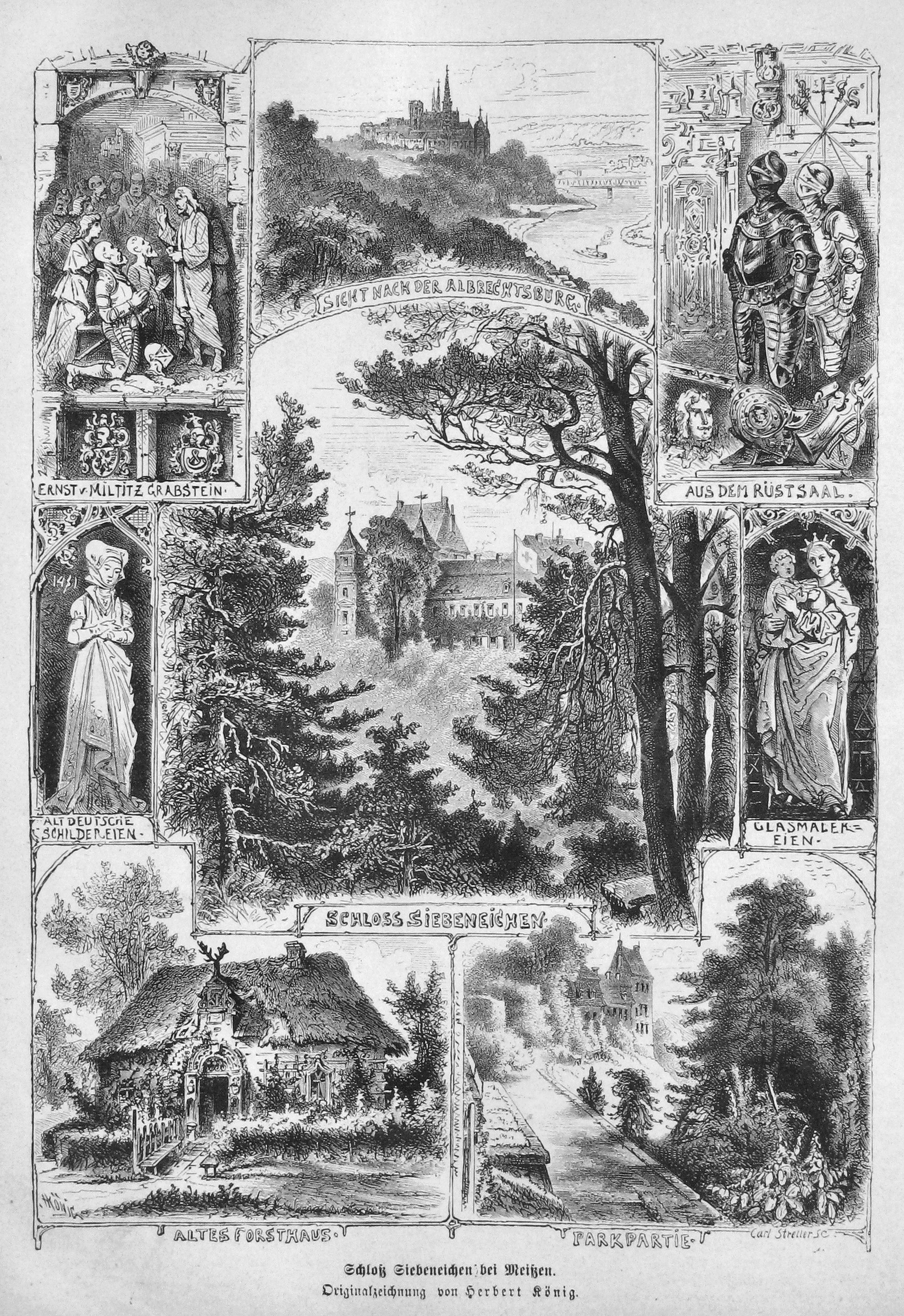
Illustration de 1873 parue dans Die Gartenlaube représentant le château au milieu

## Source
- (de) Cet article est partiellement ou en totalité issu de l’article de Wikipédia en allemand intitulé « Schloss Siebeneichen » (voir la liste des auteurs).